# Natürlich blond (Musical)
Das Musical Natürlich blond (eng. Legally Blonde) wurde 2007 am New Yorker Broadway uraufgeführt und lief dort bis 2008. Es beruht auf dem von Amanda Brown geschriebenen Roman Legally Blonde (dt. Natürlich blond) und dem 2001 erschienenen, gleichnamigen Film. Die deutschsprachige Erstaufführung fand am 21. Februar 2013 im Wiener Ronacher in Österreich durch die Vereinigten Bühnen Wien statt.
Die Produktion ist auf das Original der US-Version ausgerichtet. Regie und Choreographie übernahm, wie schon am Broadway, Jerry Mitchell. Die deutschen Liedtexte stammen von Kevin Schroeder und Heiko Wohlgemuth. Das deutsche Buch schrieb Ruth Deny.

## Synopsis

### 1. Akt
Die quirlige und äußerst hübsche Blondine Elle Woods ist mit ihren Freundinnen der Studentenverbindung Delta Nu auf der Suche nach einem Kleid für die am Abend erhoffte Verlobung mit ihrem Freund Warner Huntington III (O mein Gott). Dieser erklärt ihr anstatt des erhofften Antrages jedoch, dass er sich von ihr trennen wird, da er für die bevorstehende Ausbildung an der juristischen Fakultät der renommierten Harvard-Universität jemand „Ernsteren“ möchte (Zeit für was Ernsteres). Elle, daraufhin am Boden zerstört, entschließt sich jedoch um ihn zu kämpfen. Und ihr gelingt es auf ihre ganz eigene Art, zusammen mit ihrem Chihuahua Brutus, das juristische Studium ebenfalls beginnen zu können (Was du willst).
Durch ihr schrilles pinkes Outfit und ihr, für das Institut ungewöhnlich, unkonventionelles Verhalten, sticht sie dort sogleich aus der Menge heraus. Und auch im ersten Kurs des strengen Professors Callahan wird sie auf Grund mangelnder Vorbereitung des Raumes verwiesen (Blut in den Kiemen).
Nach der Vorlesung trifft Elle auf ihren Ex-Freund Warner, welcher ihr mitteilt, dass er inzwischen mit einer Jugendfreundin, Vivienne Kensington, welche ebenfalls in Harvard studiert, zusammen ist (Positiv). Erneut verzweifelt begibt sie sich in den örtlichen Haarsalon „Hair Affair“, wo sie auf die lebensfrohe Kosmetikerin Paulette trifft (Irland). Dort begegnet ihr zufällig Vivienne, welche Elle überraschenderweise zu einer Kostümparty, bei welcher auch Warner anwesend sein wird, einlädt (Irland – Reprise).
Elle erscheint dort, jedoch zu ihrer bösen Überraschung, als einzige kostümiert. Peinlich berührt versucht sie das Beste aus ihrer Situation zu machen und behauptet sich im Playboy Bunny Outfit gegen die missbilligenden Blicke ihrer Kommilitonen (Zeit für was Ernsteres – Reprise).
Sie flieht von der Party und trifft auf den bodenständigen Rechtsassessor Emmett Forrest, welcher ihr hilft ihre Prioritäten neu zu ordnen und Struktur in ihren Studienalltag zu bringen (Tritt in den Hintern). Mit Emmetts Hilfe schafft sie es, sich einen von vier heiß begehrten, von Professor Callahan für seine Kanzlei ausgeschriebenen, Praktikaplätzen zu ergattern (So viel besser).

### 2. Akt
Aufgabe der Praktikanten ist es, Fitnessqueen Brooke Wyndham im Mordprozess um ihren Ehemann zu verteidigen (Peitsch dich in Form). Brooke, ebenfalls Delta Nu Mitglied, vertraut Elle als Einzige ihr Alibi an (Delta Nu Nu Nu). Elle hält dem darauffolgenden Druck der Anderen stand, Brookes Alibi zu verraten. Doch trotz des Drucks kommen Emmett und Elle sich näher. Elle revanchiert sich bei diesem mit einem neuen Anzug, um Emmett zu mehr Selbstbewusstsein zu verhelfen (Trag es wie ein Mann).
Auch Paulette verhilft Elle mit ein paar gekonnten Tipps zu Kyle, dem neuen UPS-Boten (Knick und Pop). Doch nach den ersten Prozess Tagen und einem Erfolg Elles, kommt es zu einem Zwischenfall mit ihrem Professor Callahan. Elle will daraufhin nur noch weg aus Harvard und auch Emmett, der ihr seine Liebe gesteht, scheint sie nicht aufhalten zu können (Natürlich Blond). Doch als Elle sich von Paulette verabschiedet, taucht Vivienne wieder im Salon auf und überredet Elle dazu, doch zu bleiben, da sie erkannt hat, dass mehr in dem blonden Mädchen aus Malibu steckt, als nur ein Püppchen (Natürlich Blond – Remix).
Elle tritt nun mit Emmetts Unterstützung wieder vor Gericht und schafft es, die wahre Mörderin von Brookes Mann, dessen Tochter, zu überführen (Ort des Geschehens). Bei der Zeugnisübergabe am Ende des Studiums hält Elle eine Rede, Vivienne trennt sich von Warner und dieser versucht, nun beeindruckt von seiner Ex-Freundin, nochmals Elle einen Antrag zu machen. Elle jedoch lehnt ab und bittet stattdessen Emmett, sie zur Frau zu nehmen (Mein Weg/Finale). Elle hat somit allen bewiesen, dass sie sich vom typischen It-Girl zu einer selbstbewussten und vertrauenswürdigen jungen Frau entwickelt hat.

## Szenen- und Liederfolge

### 1. Akt
1. Ouvertüre
2. O mein Gott
3. Zeit für was Ernsteres
4. Schwester von Delta Nu
5. Was du willst
6. Harvard Variationen
7. Blut in den Kiemen
8. Positiv
9. Irland
10. Irland-Reprise
11. Zeit für was Ernsteres – Reprise
12. Tritt in den Hintern

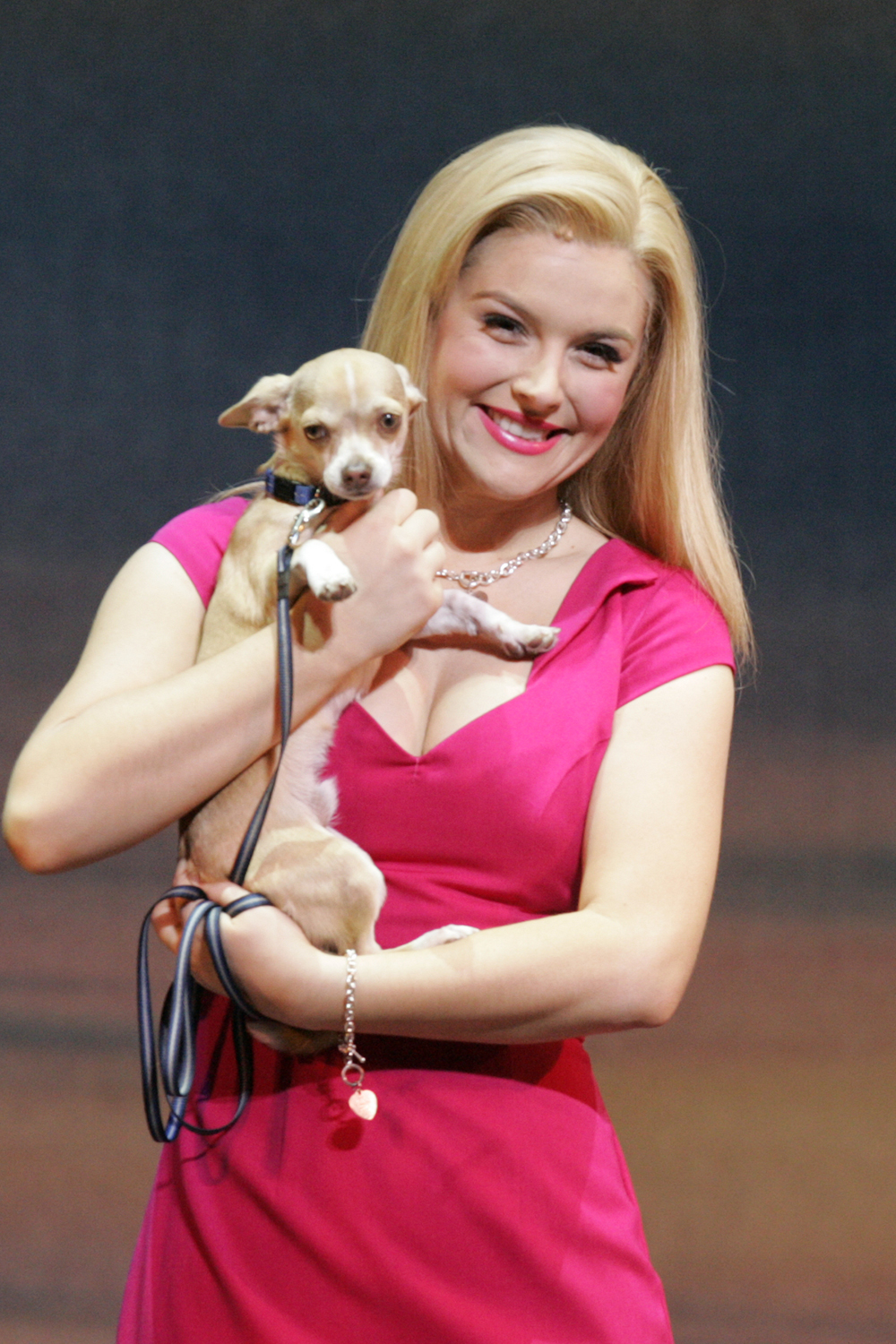
Lucy Durack als Elle Woods in der australischen Premiere (2012)

13. Lauf Rufus Lauf! / Elle denkt nach
14. So viel besser

### 2. Akt
1. Entr’acte
2. Peitsch dich in Form
3. Delta Nu Nu Nu
4. Trag es wie ein Mann
5. Knick und Pop
6. Schaut doch hin
7. Natürlich Blond
8. Natürlich Blond – Remix
9. Ort des Geschehens
10. Mein Weg/Finale

## Besetzung
Besetzung der deutschen Erstaufführung am 21. Februar 2013 im Wiener Ronacher:
- Elle Woods gespielt von Barbara Obermeier
- Emmett Forrest gespielt von Jörg Neubauer
- Professor Callahan gespielt von Alexander Goebel
- Paulette Buonufont gespielt von Ana Milva Gomes
- Warner Huntington III. gespielt von Hendrik Schall
- Vivienne Kensington gespielt von Sanne Mieloo
- Brooke Wyndham gespielt von Linda Geider
- Serena gespielt von Birgit Wanka
- Margot gespielt von Anja Haeseli
- Pilar gespielt von Sidonie Smith
- Grandmaster Chad/Dewey/Kyle gespielt von Daniel Rákász
- Courtney/Mutter/Whitney gespielt von Katja Berg
- Padamadan/Nico gespielt von Jurriaan Bles
- Gabby/Gerichtsschreiberin gespielt von Anna Carina Buchegger
- Kristine gespielt von Amelie Dobler
- Kate/Chutney gespielt von Jennifer Siemann
- Richterin/Filialleiterin gespielt von Adrianna Hicks
- Vater/Minthrop gespielt von Armin Kahl
- Aaron gespielt von Björn Klein
- Kiki gespielt von Paul Knights
- Pforzheimer gespielt von Peter Kratochvil
- Leilani gespielt von Marie-Anjes Lumpp
- Lowell gespielt von Benjamin Sommerfeld
- Carlo gespielt von Maximilian Mann
- Cece/Staatsanwältin gespielt von Myrthes Monteiro
- Enid gespielt von Anouk Roolker

## CD-Aufnahmen
Die erste englischsprachige Aufnahme wurde am 17. Juli 2007 veröffentlicht. Sie entstand Anfang Mai 2007 und wurde von der damaligen Broadway-Besetzung eingesungen. Die zweite englischsprachige Fassung wurde im Juni 2010 in London mit der damaligen britischen Besetzung im Savoy Theatre aufgenommen und am 16. August 2010 veröffentlicht. Am 24. Mai 2013 erschien eine Live-Gesamtaufnahme der deutschsprachigen Version des Musicals als Doppel-CD auf dem österreichischen Markt.

## Weitere Spielorte
Eine Inszenierung für Freilichtbühnen wurde 2017 und 2018 auf der Waldbühne Kloster Oesede in Georgsmarienhütte aufgeführt.
Das Musical durchlief vom 9. – 16. Juni 2017 die Schweizer Erstaufführung durch die Musicalgruppe Voicesteps.
Eine weitere Inszenierung feierte am 14. Oktober 2017 im TiC – Theater in Cronenberg in Wuppertal Premiere. Regie führte der Musical-Darsteller Dustin Smailes, für die Choreographien war Star-Choreograph Paul Kribbe zuständig.
Seit dem 31. Mai 2024 führt die Comödie Dresden eine weitere Inszenierung auf, dieses Mal unter der Regie von Christian Kühn. Die Choreographien stammen von Yvonne Braschke, Hauptdarstellerin war in der Premieren-Spielzeit Sammy Szkopiak. In der Spielzeit 2025 übernimmt die Rolle der Elle Woods Darstellerin Deliah Stuker. Der Spielort ist das Schloss Übigau, welches bereits seit 2019 als jährliche Sommer-Openair Spielstätte des Theaters fungiert.